# Geoffrey Bibby
Thomas Geoffrey Bibby, född 14 oktober 1917 i Heversham, död 6 februari 2001 i Århus, var en arkeolog och författare som samarbetade med P.V. Glob vid utgrävandet av Dilmun i Bahrain känt från Gilgamesheposet.

## Författarskap
- Spadens vittnesbörd / Geoffrey Bibby ; övers. av Bengt G. Söderberg. LIBRIS-ID:880718
- Bibby, Geoffrey (1956). The Testimony Of The Spade. Knopf. https://archive.org/details/testimonyofspade00bibb.
- Bibby, Geoffrey (1961). Four Thousand Years Ago: A World Panorama of Life in the Second Millennium B. C. Literary Licensing. ISBN 9781258075057.
- Bibby, Phillips, Geoffrey, Carl (1961). Looking for Dilmun. Midpoint Trade Books. ISBN 9780905743905. https://books.google.com/books?id=qEJVPgAACAAJ&q=Looking+for+Dilmun.